# Ebenau
Ebenau är en ort och kommun i Österrike. Den ligger i distriktet Salzburg-Umgebung i förbundslandet Salzburg,  240 kilometer väster om huvudstaden Wien. 
Kommunen består av fem orter (Ortschaften) (inom parentes invånarantal 1 januari 2024):
- Ebenau (223)
- Hinterebenau (143)
- Hinterwinkl (150)
- Unterberg (391)
- Vorderschroffenau (561)